# Partecipanti al Giro di Svizzera 2005
Elenco dei partecipanti al Giro di Svizzera 2005.
Al via si presentarono le formazioni dei team UCI ProTour, per un totale di 160 atleti iscritti. I ciclisti arrivati al traguardo finale furono 92, mentre 68 si ritirarono, con una percentuale di arrivi pari al 57%.

## Corridori per squadra
Nota: R ritirato, NP non partito, FT fuori tempo.
| T-Mobile               | T-Mobile                | T-Mobile               | Liberty Seguros-Würth | Liberty Seguros-Würth | Liberty Seguros-Würth | Lampre-Caffita                 | Lampre-Caffita                 | Lampre-Caffita                 |
| ---------------------- | ----------------------- | ---------------------- | --------------------- | --------------------- | --------------------- | ------------------------------ | ------------------------------ | ------------------------------ |
| 1                      | Jan Ullrich             | 2°                     | 71                    | Joseba Beloki         | 39°                   | 141                            | Salvatore Commesso             | 80°                            |
| 2                      | Rolf Aldag              | 84°                    | 72                    | Dariusz Baranowski    | 23°                   | 142                            | Francisco Vila                 | 43°                            |
| 3                      | Giuseppe Guerini        | 20°                    | 73                    | Carlos Barredo        | 122°                  | 143                            | Gerrit Glomser                 | 57°                            |
| 4                      | Sergej Ivanov           | 100°                   | 74                    | Giampaolo Caruso      | 75°                   | 144                            | David Loosli                   | 55°                            |
| 5                      | Daniele Nardello        | 42°                    | 75                    | David Etxebarria      | 63°                   | 145                            | Marco Marzano                  | 44°                            |
| 6                      | Stephan Schreck         | 50°                    | 76                    | Koldo Gil             | 9°                    | 146                            | Andreas Matzbacher             | R 3ª                           |
| 7                      | Tobias Steinhauser      | R 6ª                   | 77                    | Jesús Hernández       | 34°                   | 147                            | Daniele Righi                  | 86°                            |
| 8                      | Steffen Wesemann        | 112°                   | 78                    | Javier Ramírez        | 64°                   | 148                            | Marius Sabaliauskas            | R 5ª                           |
| Davitamon-Lotto        | Davitamon-Lotto         | Davitamon-Lotto        | Crédit Agricole       | Crédit Agricole       | Crédit Agricole       | Bouygues Télécom               | Bouygues Télécom               | Bouygues Télécom               |
| 11                     | Cadel Evans             | 13°                    | 81                    | László Bodrogi        | 59°                   | 151                            | Laurent Brochard               | 29°                            |
| 12                     | Nick Gates              | 130°                   | 82                    | Francesco Bellotti    | 18°                   | 152                            | Walter Beneteau                | 46°                            |
| 13                     | Nico Mattan             | R 6ª                   | 83                    | Cédric Hervé          | R 6ª                  | 153                            | Christophe Kern                | R 6ª                           |
| 14                     | Robbie McEwen           | 106°                   | 84                    | Sébastien Hinault     | 109°                  | 154                            | Frédéric Mainguenaud           | 119°                           |
| 15                     | Fred Rodriguez          | 110°                   | 85                    | Christophe Le Mével   | R 5ª                  | 155                            | Franck Renier                  | 108°                           |
| 16                     | Gert Steegmans          | 129°                   | 86                    | Geoffroy Lequatre     | 113°                  | 156                            | Matthieu Sprick                | 49°                            |
| 17                     | Bart Dockx              | 97°                    | 87                    | Saul Raisin           | 47°                   | 157                            | Thomas Voeckler                | 93°                            |
| 18                     | Wim Vansevenant         | 83°                    | 88                    | Yannick Talabardon    | 35°                   | 158                            | Unai Yus                       | 94°                            |
| Rabobank               | Rabobank                | Rabobank               | Liquigas-Bianchi      | Liquigas-Bianchi      | Liquigas-Bianchi      | Française des Jeux             | Française des Jeux             | Française des Jeux             |
| 21                     | Óscar Freire            | NP 6ª                  | 91                    | Franco Pellizotti     | 38°                   | 161                            | Bradley McGee                  | 3°                             |
| 22                     | Jan Boven               | 74°                    | 92                    | Michael Albasini      | 107°                  | 162                            | Ludovic Auger                  | 125°                           |
| 23                     | Maarten den Bakker      | 81°                    | 93                    | Charles Wegelius      | R 6ª                  | 163                            | Freddy Bichot                  | 114°                           |
| 24                     | Mathew Hayman           | 96°                    | 94                    | Kjell Carlström       | 52°                   | 164                            | Baden Cooke                    | 87°                            |
| 25                     | Aleksandr Kolobnev      | 67°                    | 95                    | Daniele Colli         | 90°                   | 165                            | Bernhard Eisel                 | 104°                           |
| 26                     | Karsten Kroon           | 115°                   | 96                    | Marco Zanotti         | 118°                  | 166                            | Arnaud Gérard                  | 126°                           |
| 27                     | Grischa Niermann        | 36°                    | 97                    | Matej Mugerli         | NP 7ª                 | 167                            | Frédéric Guesdon               | 120°                           |
| 28                     | Thorwald Veneberg       | 65°                    | 98                    | Luciano Pagliarini    | 124°                  | 168                            | Jussi Veikkanen                | 76°                            |
| Phonak Hearing Systems | Phonak Hearing Systems  | Phonak Hearing Systems | Cofidis               | Cofidis               | Cofidis               | Illes Balears-Caisse d'Epargne | Illes Balears-Caisse d'Epargne | Illes Balears-Caisse d'Epargne |
| 31                     | Niki Aebersold          | 70°                    | 101                   | Cédric Vasseur        | 48°                   | 171                            | Alejandro Valverde             | NP 5ª                          |
| 32                     | Aurélien Clerc          | 99°                    | 102                   | Daniel Atienza        | 26°                   | 172                            | José Luis Arrieta              | R 7ª                           |
| 33                     | Martin Elmiger          | 24°                    | 103                   | Leonardo Bertagnolli  | R 6ª                  | 173                            | Antonio Colom                  | R 4ª                           |
| 34                     | Alexandre Moos          | 16°                    | 104                   | Arnaud Coyot          | 95°                   | 174                            | Jonathan González Ríos         | 31°                            |
| 35                     | Grégory Rast            | 101°                   | 105                   | Peter Farazijn        | 88°                   | 175                            | Joan Horrach                   | 56°                            |
| 36                     | Daniel Schnider         | 19°                    | 106                   | Nicolas Inaudi        | 131°                  | 176                            | Pablo Lastras                  | 37°                            |
| 37                     | Sascha Urweider         | 85°                    | 107                   | Luis Pérez Rodríguez  | 41°                   | 177                            | David Navas                    | R 4ª                           |
| 38                     | Tadej Valjavec          | 8°                     | 108                   | Staf Scheirlinckx     | 105°                  | 178                            | Unai Osa                       | 30°                            |
| Team CSC               | Team CSC                | Team CSC               | Discovery Channel     | Discovery Channel     | Discovery Channel     | Domina Vacanze                 | Domina Vacanze                 | Domina Vacanze                 |
| 41                     | Bobby Julich            | 28°                    | 111                   | Jurgen Van Den Broeck | 45°                   | 181                            | Mirko Celestino                | R 7ª                           |
| 42                     | Michael Blaudzun        | NP 6ª                  | 112                   | Michael Barry         | 27°                   | 182                            | Wladimir Belli                 | R 1ª                           |
| 43                     | Linus Gerdemann         | 40°                    | 113                   | Leif Hoste            | S 7ª                  | 183                            | Alessandro Bertolini           | 77°                            |
| 44                     | Vladimir Gusev          | 21°                    | 114                   | Roger Hammond         | 91°                   | 184                            | Marco Fertonani                | R 5ª                           |
| 45                     | Allan Johansen          | 72°                    | 115                   | Gennadij Michajlov    | NP 3ª                 | 185                            | Angelo Furlan                  | 121°                           |
| 46                     | Andrea Peron            | 71°                    | 116                   | Jason McCartney       | 128°                  | 186                            | Serhij Hončar                  | R 4ª                           |
| 47                     | Fränk Schleck           | 5°                     | 117                   | Benoît Joachim        | R 4ª                  | 187                            | Jörg Ludewig                   | 32°                            |
| 48                     | Jens Voigt              | 17°                    | 118                   | Max van Heeswijk      | 117°                  | 188                            | Paolo Valoti                   | 127°                           |
| Fassa Bortolo          | Fassa Bortolo           | Fassa Bortolo          | Quick Step-Innergetic | Quick Step-Innergetic | Quick Step-Innergetic | Euskaltel-Euskadi              | Euskaltel-Euskadi              | Euskaltel-Euskadi              |
| 51                     | Fabian Cancellara       | 69°                    | 121                   | Tom Boonen            | 102°                  | 191                            | Iban Mayo                      | 53°                            |
| 52                     | Lorenzo Bernucci        | 58°                    | 122                   | Patrick Sinkewitz     | 11°                   | 192                            | Joseba Albizu                  | 103°                           |
| 53                     | Dario Frigo             | 51°                    | 123                   | Paolo Bettini         | NP 3ª                 | 193                            | Iker Flores                    | 33°                            |
| 54                     | Andrej Hauptman         | R 6ª                   | 124                   | Kevin Hulsmans        | 133°                  | 194                            | Aitor González                 | 7°                             |
| 55                     | Kim Kirchen             | 14°                    | 125                   | Servais Knaven        | 132°                  | 195                            | Antton Luengo                  | 62°                            |
| 56                     | Vincenzo Nibali         | 15°                    | 126                   | Cristian Moreni       | 73°                   | 196                            | Egoi Martínez                  | 79°                            |
| 57                     | Gustav Larsson          | 98°                    | 127                   | Michael Rogers        | 1°                    | 197                            | Roberto Laiseka                | 54°                            |
| 58                     | Matteo Tosatto          | 82°                    | 1281                  | Guido Trenti          | 123°                  | 198                            | David López García             | 134°                           |
| Saunier Duval-Prodir   | Saunier Duval-Prodir    | Saunier Duval-Prodir   | Gerolsteiner          | Gerolsteiner          | Gerolsteiner          |                                |                                |                                |
| 61                     | Fabian Jeker            | 4°                     | 131                   | Georg Totschnig       | 12°                   |                                |                                |                                |
| 62                     | Rubens Bertogliati      | 89°                    | 132                   | René Haselbacher      | 111°                  |                                |                                |                                |
| 63                     | David de la Fuente      | 116°                   | 133                   | Sven Montgomery       | 22°                   |                                |                                |                                |
| 64                     | Juan Carlos Domínguez   | R 6ª                   | 134                   | Ronny Scholz          | 60°                   |                                |                                |                                |
| 65                     | Chris Horner            | 6°                     | 135                   | Fabian Wegmann        | 61°                   |                                |                                |                                |
| 66                     | José Á. Gómez Marchante | 68°                    | 136                   | Peter Wrolich         | 66°                   |                                |                                |                                |
| 67                     | Leonardo Piepoli        | 25°                    | 137                   | Beat Zberg            | 10°                   |                                |                                |                                |
| 68                     | Marco Pinotti           | 78°                    | 138                   | Marcus Zberg          | 92°                   |                                |                                |                                |